# Hermagor-Pressegger See
Hermagor-Pressegger See (słoweń. Šmohor-Preseško jezero) – miasto powiatowe  w Austrii, w kraju związkowym Karyntia, siedziba powiatu Hermagor. Leży nad jeziorem Pressegger See. Liczy 6910 mieszkańców (1 stycznia 2015). 

## Współpraca
Miejscowość partnerska:
- Pontebba, Włochy